# نشان‌واره

لیبره‌آفیس آی‌بی‌ام اداره بین‌المللی اوزان و مقیاس‌ها

نشان‌واره، لوگو، یا آرم (به انگلیسی: logo) عنصری گرافیکی از علائم دیداری است به‌طوری که با سبک حروف یا قلم خاصی تنظیم شده یا با اشکال تصویری به صورت ویژه (و نه الزاماً قابل درک) چیده شده است. شکل، رنگ، سبک حروف و … باید مشخصاً از دیگر علایم مشابه دیگر متفاوت باشد.
نشان‌واره طرحی ملموس و متمایز برای نمایاندن یک مجموعه، کالا یا سرویس مشخص است که در کنار اشاره به برخی مفاهیم، گاهی ویژگی‌ها و هویت یک سازمان یا کالا را نیز نشان می‌دهد. در واقع این طرح برای شناسایی یک فعالیت خاص به مخاطبان آن طراحی می‌شود.

## ریشه‌یابی واژه
واژه‌نامه برخط ریشه‌شناسی داگلاس هارپر عنوان می‌کند که اصطلاح «لوگو» احتمالاً برای نخستین بار در سال ۱۹۳۷ برای کوتاه کردن واژه لوگوگرام استفاده شد.

## تاریخچه طراحی لوگو
تاریخچه طراحی لوگو مربوط می‌شود به گذشته‌های دور یعنی در زمان انسان‌های نخستین که آنان برای رساندن هر مفهومی به هم نوع خود بر روی سنگ‌ها و دیوار غارها نقاشی‌هایی بجا می‌گذاشتند و بدین شکل بود که نخستین نمونه از طراحی گرافیک در دوران قدیم شکل یافت.

### تاریخچه (یونان)
نخستین لوگو و آرم‌ها، چندین هزار سال قبل در عصر یونان باستان به وجود آمدند. مفهوم لوگو از دو واژه یونانی λόγος logos به معنی کلمه دلیل آرم و τύπος typos به معنی منقوش کردن می‌آید. یونانیان باستان از نشان‌ها و لوگوها برای دریافت پیغام‌های رمزی و مخفیانه همچنین معرفی بهتر قوانین، استفاده می‌کردند. جالب است بدانید که بعدها از لوگو، برای نوشتن و رساندن پیام‌های مختلف به یکدیگر استفاده کردند. آشوری‌ها به عنوان نخستین سازندگان فولاد نیز استفاده‌های زیادی از لوگو می‌کردند و بر روی شمشیرها و ابزارهای جنگی خود لوگوی مخصوص به خود را حک می‌کردند تا با این کار آشوریان را از دیگر کشورها متمایز نشان دهند. این نمادها به آشوری‌ها اجازه می‌داد که برای ابزار ساخته شده توسط خود نیز بتوانند ادعای مالکیت کنند و به اصطلاح امروزی حق کپی رایت را برای خود ایجاد کرده باشند.

### تاریخچه (مصر)
مصریان با اختراع هیروگیلف (نوشتن با استفاده از تصاویر) و سپس استفاده حداکثری از نمادهای مختلف در معماری‌ها خود، جای شکی باقی نگذاشتند تا ما امروزه بتوانیم به راحتی آنها را، بهترین استفاده‌کنندگان از لوگو و نمادها بدانیم.
شاید بتوان تاریخچه و ردپای لوگو واقعی را در مصر باستان مشاهده کرد. زمانی که اربابان مصری برای مشخص کردن دارایی‌های خود از جمله گربه‌ها، احشام و… از آرم‌های کوچک به صورت آویز بر روی آن‌ها استفاده می‌کردند. البته استفاده از لوگوها صرفاً در این کشور نبود که به صورت جدی دنبال می‌شد. چینی‌ها نیز برای نوشتن متون خود، از لوگوهای مختلف استفاده می‌کردند که حتی امروزه نیز وجود این نمادها در نوشتار آنان مرسوم است. با گذشت زمان همواره استفاده از نمادها در کشورهای مختلف رشد کرده و به فرهنگ‌های همسایه نیز سرایت می‌کرد.

## طراحی لوگو در دوران جدید
تاریخچه طراحی لوگو در اصل به دو دوره زمانی قدیم و جدید تقسیم می‌شود که منظور از دورهٔ قدیم دوره ای خیلی خیلی دورتر از زمان اختراع اینترنت می‌باشد. دراوایل به وجود آمدن اینترنت، طراحان سعی کردند با ترسیم موضوعات و شکل‌های مختلف دنیای واقعی به صورت فانتزی و شبیه‌سازی شده لوگوهایی را به شکل واقعی به تصویر بکشند که به این سبک طراحی، اسکیومورفیسم گفته می‌شود. اسکیومورفیسم را می‌توان یک تقلید از دنیای واقعی دانست، این سبک طراحی برای نخستین بار در دهه ۱۹۸۰ میلادی شکل گرفت. استیو جابز، مؤسس شرکت اپل را می‌توان یکی از پیشتازان استفاده از سبک طراحی اسکیومورفیسم در عصرجدید دانست. در قرن ۲۰ م روند طراحی لوگو توسط کسب و کارها بسیار جدی تر از قبل دنبال می‌شد زیرا علوم بازاریابی در این دوران پیشرفت چشم‌گیری داشتند و اهمیت برندسازی برای صاحبان مشاغل مختلف آشکار شده بود، در نتیجه طراحی‌های لوگو جلوهٔ دیگری به خود گرفتند و به سمت مدرن شدن پیش رفتند. حلقه‌های المپیک به عنوان یک لوگوی معروف در ابتدای قرن ۲۰ م طراحی شد و تا به امروز حتی ذره ای از محبوبیت این نشان و آرم یا همان لوگو نکاسته است. در این قرن بزرگ‌ترین شرکت‌ها برای خود لوگوهایی طراحی کردند. از جمله این شرکت‌های طراحی لوگو می‌توان کمپانی‌های مشهور زیر را نام برد. خیلی از برندهایی که در بالا نام آن‌ها را ذکر کردیم درآمد بسیار زیادی فقط به خاطر طراحی لوگو و حتی دیزاین دوباره لوگوی خود به دست آورده‌اند. باید بدانید که علاوه بر ارزش بالای محصول تولیدی این شرکت‌ها، دلیل دومی که شما از آن‌ها خریداری می‌کنید تبلیغات گسترده با استفاده از شعارهای تبلیغاتی به همراه لوگوی منحصر به فرد آن‌ها می‌باشد.
نخستین طرح‌های مدرن آرم و نشانه در اوایل دههٔ ۱۹۰۰ میلادی ایجاد شدند. در سال ۱۹۵۷ میلادی ایوان چرمایف و تام گیزا، سازندگان بسیاری از مارک‌ها و برندهای ماندگار و به یاد ماندنی جهان، راه‌های جدیدی برای طراحی لوگو و آرم طراحی کردند. این طراحان با استفاده از ابزارهای مختلف، فونت‌های متنوع، جلوه‌های بصری جذاب بهترین لوگوهای تجاری دوران جدید را طراحی کرده‌اند. در سال ۲۰۰۶ ساجی هاویو سومین شریک این شرکت شد و در سال ۲۰۱۳ نام Haviv به جمع اعضای این شرکت اضافه شد، به طوری که این شرکت به Chermayeff & Geismar & Haviv معروف شد. از بهترین نمونه‌های لوگو که شرکت طراحی لوگوی چرمایف و جیسمار و هاویو ساخته است می‌توان آرم ملی جغرافیایی یعنی لوگوی نشنال جئوگرافیک، لوگوی مدیریت جهانی آپولو و آرم شبکه تلویزیونی آن بی سی را نام برد.

## طراحی لوگو در ایران
تاریخچه طراحی لوگو در ایران یا همان پیشینهٔ آن به اوایل دوران حکومت محمد رضاشاه پهلوی بازمی‌گردد. نخستین شرکت ایرانی که اقدام به طراحی لوگو در آن دوران کرد، شرکت هواپیمایی هما بود، لوگوی شرکت هواپیمایی هما توسط ادوارد زهرابیان جوان ۲۲ سالهٔ ارمنی-ایرانی در سال ۱۳۴۰ شمسی طراحی گردید. آژانس تخصصی خبر و اطلاعات حمل‌ونقلی (اسکیفت) در گزارشی که در سال ۲۰۱۳ از ارزیابی لوگوی شرکت‌های هواپیمایی در سراسر جهان داشت، بعد از ارزیابی لوگوهای متعدد تمام شرکت‌های مطرح در حوزهٔ حمل و نقل و مسافربری هوایی، شرکت هواپیمایی ایران ایر (هواپیمایی جمهوری اسلامی ایران) را دارنده بهترین لوگوی خدمت رسانی هوایی معرفی نمود. این لوگو (با نام هما) در حالی به عنوان برترین لوگو معرفی شد که خطوط هوایی ایران با تحریم‌های بین‌المللی مواجه بود. این‌ها نخستین لوگوهای ثبت شده در ایران هستند.

## عوامل مهم در طراحی لوگو
به‌طور کلی سه عامل اصلی در طراحی لوگو وجود دارد. این موارد شامل انسجام، محدودیت تعداد اجزا و در انتها انتقال مفهوم می‌شوند.
انسجام عبارتند از میزان ارتباط بصری که اجزا با یکدیگر برقرار می‌کنند. این مورد با زیبایی بصری یک طرح ارتباط زیادی دارد. همچنین انسجام در یک طرح باعث ایجاد ارتباط بیشتر با بیننده می‌شود.
در طراحی لوگو به دلیل ویژگی‌های کاربردی آن محدودیت بالایی در جزئیات و تعداد اجزا وجود دارد. جزئیات بالاتر باعث بروز اجزای ریزتر شده و در صورتی که از لوگو در ابعاد بسیار ریز مانند آیکون‌ها استفاده کنیم باعث بروز عدم شناسایی آن توسط بیننده می‌شود. این مورد به وضوح اهمیت محدودیت تعداد اجزا و جزئیات را در خصوص طراحی نشان واره نمایش می‌دهد.
یکی دیگر از مهم‌ترین عوامل در طراحی یک نشان واره یا لوگو انتقال مفهوم آن به بیننده است. اگر چه مدت زمان درک یک لوگو توسط مخاطب اهمیتی ندارد، اما مدت زمان شناسایی آن توسط بیننده بسیار با مهم است. برای مثال اگر شخصی به شخص دیگر در خصوص یک سازمان به صورت لفظی اطلاعاتی دهد، آن شخص باید بتواند با مشاهده لوگو آن موضوع یا سازمان آن را تشخیص دهد. چرا که وظیفه اصلی یک لوگو، شناسایی یک سازمان خاص توسط مخاطبان آن سازمان است. همچنین این مورد در درک بصری توسط بیننده تأثیر زیادی داشته و در نتیجه شناسایی یک سازمان و فعالیت خاص از طرف بیننده بهتر صورت می‌گیرد. از طرف در خصوص درک کامل یک لوگو در صورتی که برای کاربرد آن (شناسایی توسط افراد) مشکلی ایجاد نکند در نتیجه مدت زمان در آن اهمیتی ندارد.

## نمونه‌هایی از نشان‌واره‌ها

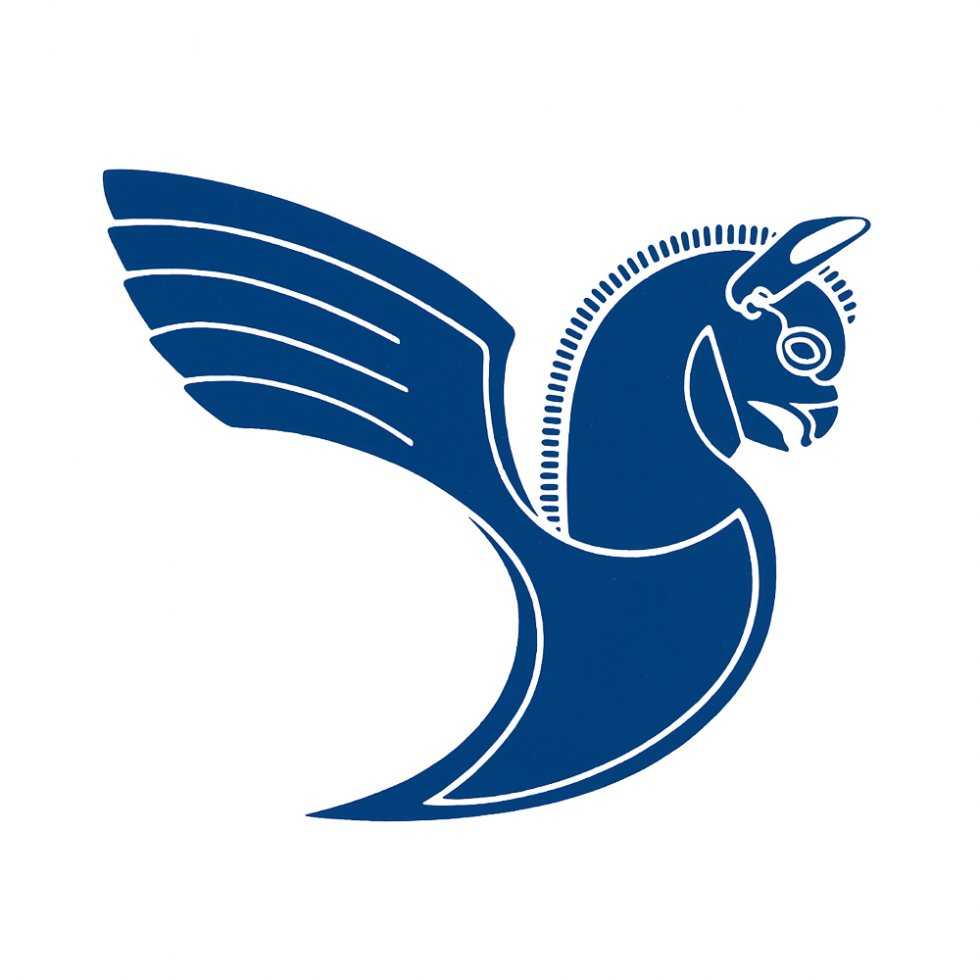
لوگوی هواپیمایی ملی ایران (هما) - برترین و زیباترین لوگوی شرکت‌های هواپیمایی جهان
نشان‌واره شرکت نایکی
نشان‌واره دانشگاه تهران
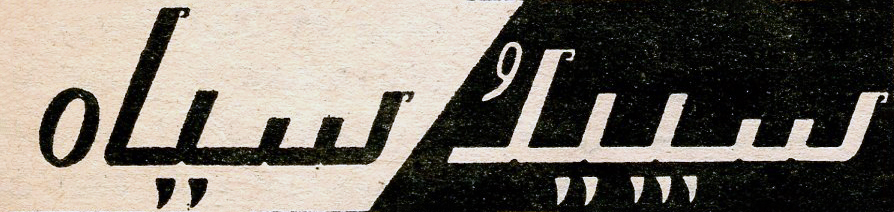
لوگوی مجله سپید و سیاه، از مجلات قدیمی ایران